# هيرويوكي تازوا
هيرويُوكي تازَوا (باليابانية: 田沢 浩之) (29 أبريل 1978 في كاناغاوا في اليابان – )؛ هو لاعب كرة قدم ياباني سابق كان يلعب كمدافع.

## وصلات خارجية
- هيرويوكي تازوا على موقع رابطة كرة القدم اليابانية للمحترفين (اليابانية)
- هيرويوكي تازوا على موقع عالم كرة القدم.نت (الإنجليزية)